# Krajków (województwo świętokrzyskie)
Krajków – wieś w Polsce, położona w województwie świętokrzyskim, w powiecie starachowickim, w gminie Pawłów.
Był wsią biskupstwa krakowskiego w województwie sandomierskim w ostatniej ćwierci XVI wieku. W latach 1975–1998 miejscowość położona była w województwie kieleckim.
Miejscowość jest siedzibą parafii św. Brata Alberta Chmielowskiego. W strukturze kościoła rzymskokatolickiego parafia należy do metropolii krakowskiej, diecezji kieleckiej, dekanatu bodzentyńskiego.

## Historia wsi
W wieku XV wieś była posiadłością biskupów krakowskich (Jan Długosz L.B. t II s.463).
W wieku XIX Krajków był położony w guberni radomskiej, powiecie iłżeckim, gminie Tarczek, parafii Świętomarz, jego odległość od Iłży to 32 wiorsty. 
W roku 1827 było w nim 12 domów i 76 mieszkańców.

W roku 1885 zamieszkiwało tę wieś 152 mieszkańców w 17 domach, obejmowała swoim zasięgiem 311 mórg ziemi włościańskiej i 1 morgę dworskiej (rządowej).